# Мухаммед Ламіне Улд Ахмед
Мухаммед Ламіне Улд Ахмед (араб. ولد محمد لامين أحمد; нар. 1947) — державний і політичний діяч Західної Сахари, письменник, двічі прем'єр-міністр країни, член партії Полісаріо, у різні роки обіймав посади міністра транспорту та внутрішніх справ, чинний міністр охорони здоров'я.